# Stenörsholmen
Stenörsholmen är en ö i Finland. Den ligger i sjön Larsmosjön och i kommunerna Karleby och Larsmo och landskapet Mellersta Österbotten, i den centrala delen av landet, 400 km norr om huvudstaden Helsingfors. Öns area är 4,1 hektar och dess största längd är 270 meter i sydöst-nordvästlig riktning. I omgivningarna runt Stenörsholmen växer i huvudsak blandskog.